# Кірсино
Кі́рсино (рос. Кирсино) — село в Кіровському районі Ленінградської області, Росія.